# Helmut Wolber
Helmut Wolber (* 6. Juli 1947 in Bonn) ist ein ehemaliger deutscher Ruderer.

## Biografie
Helmut Wolber, Rennruderer seit 1971, wurde zwischen 1973 und 1975 zusammen mit Norbert Kothe Deutscher Meister im Doppelzweier und jeweils Fünfte bei der Europameisterschaft 1973 in Moskau und der Weltmeisterschaft 1975 in Nottingham. Bei den Olympischen Sommerspielen 1976 in Montreal belegte er mit Norbert Kothe, Helmut Krause und Michael Gentsch im Finale der Doppelvierer den 4. Platz. Er erruderte bislang mehr  als 200400 km. 